# GOGOギネス世界一
『GOGOギネス世界一』（ゴーゴーギネスせかいいち）は、1983年10月10日から1984年1月23日までフジテレビ系列局（一部を除く）で放送されていたフジテレビ製作のバラエティ番組である。放送時間は毎週月曜 19:00 - 19:30 （日本標準時）。

## 概要
『火曜ワイドスペシャル』で放送されていた『チャレンジ・ザ・ギネス』を単独レギュラー化した番組で、明石家さんまと小出美奈（当時フジテレビアナウンサー）が司会を務めていた。
フジテレビの月曜19:00枠はローカルセールス枠であるため、系列局であってもこの番組を放送しない局もあった。